# Berehowo (stacja kolejowa)
Berehowo (ukr: Станція Берегове) – stacja kolejowa w miejscowości Berehowo, w obwodzie zakarpackim, na Ukrainie. Jest częścią administracji użhorodzkiej Kolei Lwowskiej. Znajduje się na linii Batiowo - Sołotwyno.
Od dworca odchodzi kolej wąskotorowa Berehowo — Chmielnik — Irszawa.

## Historia
Stacja została otwarta w 1872 roku jako część pierwszego etapu linii Czop - Mukaczewo.
Na stacji zatrzymują się pociągi podmiejskie i dalekobieżne.

## Linie kolejowe
- Batiowo – Sołotwyno